# Dolicheremaeus sumatranus
Dolicheremaeus sumatranus är en kvalsterart som beskrevs av Sandór Mahunka 1989. Dolicheremaeus sumatranus ingår i släktet Dolicheremaeus och familjen Tetracondylidae. Inga underarter finns listade i Catalogue of Life.